# Margareten-Kirche (Steinbach)

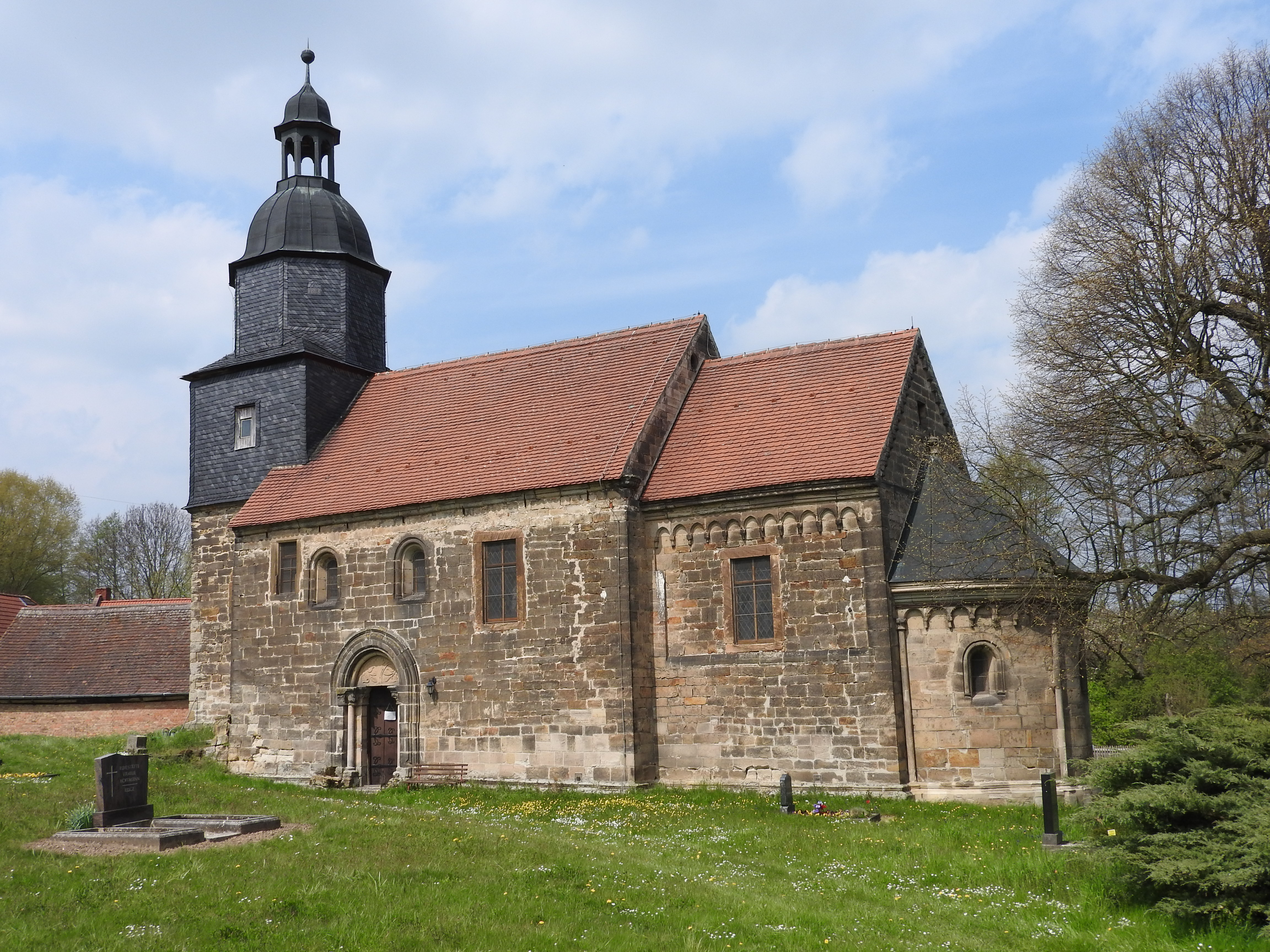
Steinbach, Margaretenkirche

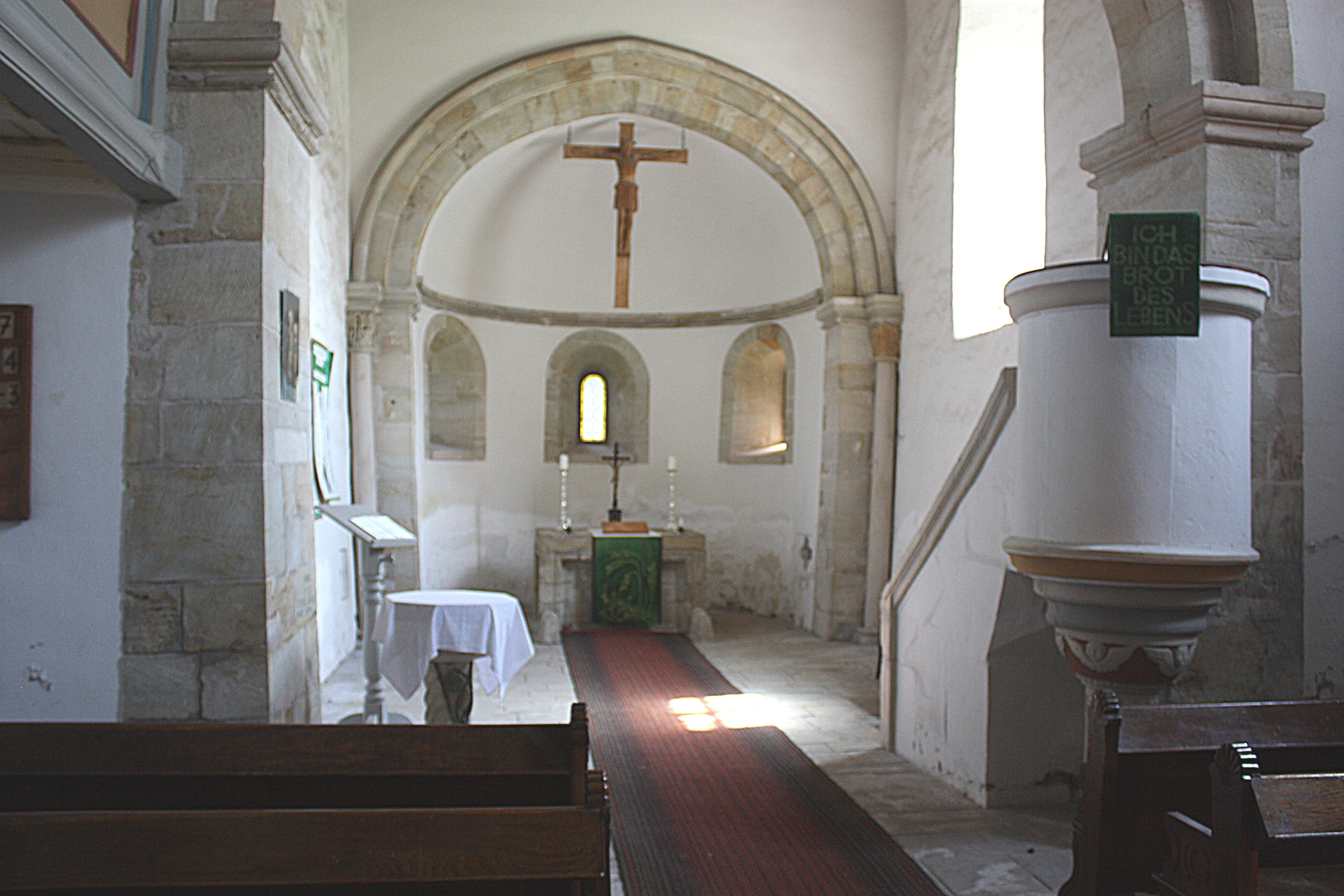
Innenansicht

Die denkmalgeschützte Margareten-Kirche ist eine evangelische Kirche in Steinbach, einem Ortsteil von Bad Bibra im Burgenlandkreis, Sachsen-Anhalt. Sie ist eine Station der Straße der Romanik.

## Geschichte
Die Kirche wurde um das Jahr 1220 errichtet und erinnert stilistisch an den weitaus größeren Naumburger Dom. Ihre Lage abseits und nördlich des Dorfes begründet sich mit der vollständigen Zerstörung des Ortes während des Dreißigjährigen Krieges und der Wiedererrichtung an seiner heutigen Stelle.

## Beschreibung

### Gebäude
Das Kirchengebäude gliedert sich in einen quadratischen Westturm, ein rechteckiges Schiff und einen quadratischen Chor mit einer halbkreisförmigen Apsis. Der obere Teil der Chorseitenwände ist mit je einem Fenster leicht zurückgesetzt und durch Ecklisenen eingefasst. Darüber befindet sich ein spitzbogiger Fries. Der Chorgiebel ist von einem Treppenfries umzogen. Die kleinen, rundbogigen Fenster, deren Laibung eine kräftige Wulst besitzt, sind im Original erhalten. Die übrigen Fenster wurden im Jahr 1585 restauriert. Datiert wurde diese Restaurierung am nördlichen Triumphbogenpfeiler. An der Südseite des Schiffs befindet sich ein rundbogiges Säulenportal mit einem Rücksprung. Die Kelchblockkapitelle der Säulen sind mit Akanthusblattwerk versehen. Das Tympanon des Portals ist mit lockeren Akanthusranken gefüllt. Der quadratische Turm wurde vermutlich später als das Schiff errichtet. In seinem Inneren ist ein rundbogiger Vierungs- und Apsisbogen über profilierten Kämpfern erhalten.

### Innenraum
Der Taufstein der Kirche wird auf das 16. Jahrhundert datiert. Aus dem Jahr 1598 stammt die Kanzel aus Sandstein mit rundem Korb auf kanneliertem Fuß. Die Orgel ist ein Werk von Wilhelm Heerwagen aus dem Jahr 1871 mit neun Registern auf einem Manual und Pedal.

### Sonstiges
Am Außenbau des Gebäudes befinden sich mehrere, teilweise figürliche Grabsteine aus dem 17. und 18. Jahrhundert. 